# Leninorde

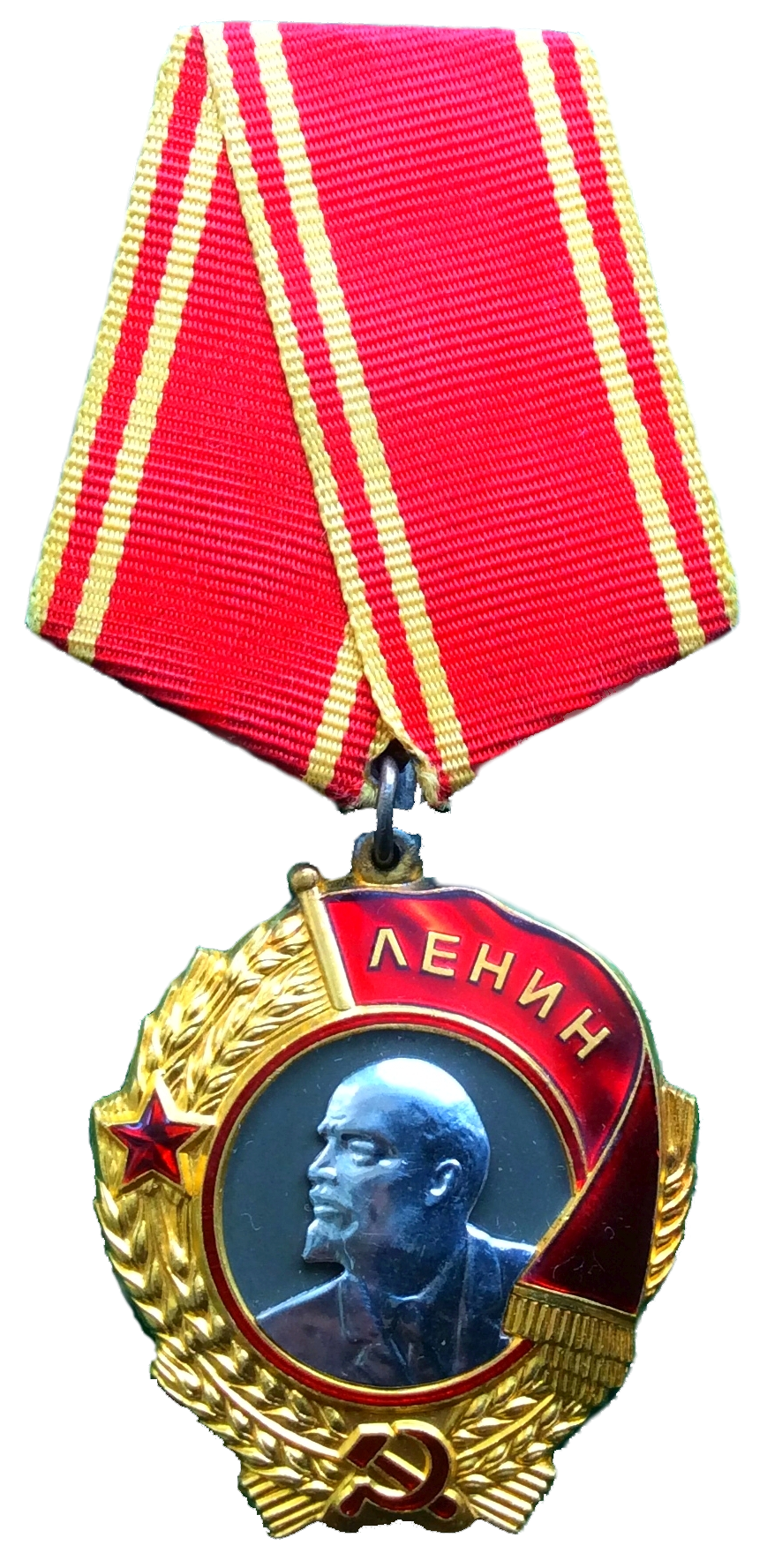
De Russische Leninorde aan het voor socialistische orden typische vijfhoekige lint

De Leninorde (Russisch: Орден Ленина, Orden Lenina) was een van de hoogste orden van de Sovjet-Unie. Deze naar Vladimir Lenin genoemde onderscheiding werd aan burgers en militairen verleend voor uitmuntende verdienste voor de landsverdediging, het bevorderen van de vrede, kunst en wetenschap. De onderscheiding werd ook aan buitenlanders verleend.
De op 6 april 1930 gestichte orde werd ongeveer 40.000 maal verleend. De eerste kleinoden waren van zilver, in de twee jaren na 1936 waren ze van goud en daarna van platina. De Leninorde werd ook aan steden, bedrijven, kranten, schepen, militaire eenheden en alle veertien republieken van de Sovjet-Unie toegekend. Net als andere Sovjet-Russische onderscheidingen kon ook de Leninorde meermalen aan één en dezelfde persoon of instelling worden verleend. Dragers van de Gouden Ster, de Helden van de Sovjet-Unie, kregen met deze ster ook een Leninorde. Dat gold ook voor de dragers van Gouden Medaille van de Hamer en Sikkel, de Helden van de Socialistische Arbeid.
De Leninorde staat los van de prestigieuze Lenin Prijs.
In 1991 hielden de Sovjet-Unie en de Leninorde beide op te bestaan.

## Opvallende verleningen
- De stad Moskou.
- Het partijdagblad de "Pravda".
- Maarschalk Aleksandr Vasilevski kreeg de Leninorde 8 maal.
- Maarschalk Andrej Jerjomenko is de Leninorde vijf keer toegekend.
- Fidel Castro, de Cubaanse leider.
- George Formby, Brits acteur.
- Joeri Gagarin, de eerste ruimtevaarder.
- Armand Hammer, Amerikaans zakenman, miljardair en filantroop.
- Nikita Chroesjtsjov, partijleider en premier van de Sovjet-Unie.
- Michail Botvinnik, schaakgrootmeester.
- Boris Michailov, aanvoerder van het Sovjet-ijshockeyteam in de jaren 70.
- Gamal Abdel Nasser, president van Egypte.
- Kim Philby, Brits overloper.
- Josip Broz Tito, president van Joegoslavië.
- Lev Jasjin, keeper van het Sovjet-voetbalelftal.
- Maarschalk Georgi Zjoekov.
- Ljoedmila Zykina, een populaire zangeres.
- Michail Kalasjnikov, wapensmid en uitvinder van de AK-47.
- Maksim Gorki, schrijver.
- Sergeant Meliton Kantaria, de man die in mei 1945 de rode vlag met hamer en sikkel op de veroverde Berlijnse Rijksdag hees.
- Trofim Lysenko, een wetenschapper die zich tegen Charles Darwin keerde en stelde dat de evolutie in de Sovjet-Unie al snel een superieure "Homo Sovieticus" zou opleveren.
- Artjom Mikojan, vliegtuigbouwer.
- Ramón Mercader, de moordenaar van Leon Trotski
- Isaak Brodski, kunstschilder
- Nikolaj Arsejev, dichter

Een Leninorde met een knipoog:
- Kapitein-ter-zee James Bond R.N. kreeg in de film "A View to a Kill" de Leninorde uitgereikt omdat hij de voor Russische spionnen onmisbare Amerikaanse chipfabrieken in Silicon Valley heeft gered.